# Thandai
Thandai, o shardai, è una bevanda fredda indiana preparata con un mix di mandorle, semi di finocchio, semi d'anguria, petali di rose, pepe, semi di vetiver, cardamomo, zafferano, latte e zucchero. Viene servito freddo o qualche volta caldo. È nativo dell'India ed è spesso associato con la Maha Shivaratri e l'Holi o l'Holla mahalla. È più comunemente consumata nell'India nordoccidentale. Ci sono varianti del Thandai e le più comune sono il badam (mandorla) thandai e il bhang (cannabis) thandai.

## Varianti
Nonostante con thandai ci si riferisca ad una tradizionale bevanda festiva fatta con spezie esotiche e noci, questa versatile bevanda può anche essere preparata in molti modi diversi.
| Nome                 | Descrizione |
| -------------------- | --- |
| Thandai              | Anche conosciuto come badaam thandai, è una ricetta tradizionale preparata con noci e spezie esotiche. |
| Rose thandai         | Questa versione del thandai è fatta con petali ed essenza di rose. |
| Mango thandai        | Questa versione del thandai aggiunge purè di mango che la rende una perfetta bevanda rinfrescante estiva. |
| Badaam kesar thandai | Fatta con badaam (mandorle) e kesar (zafferano), questa bevanda è spesso consumata durante le estati calde. |
| Bhang thandai        | Questa variante è una bevanda con infuso di cannabis che include il bhang, un preparato della cannabis, e perciò contiene THC ed altri cannabinoidi, causando un effetto inebriante quando consumata. È spesso usato il latte intero per via del suo contenuto di grassi, insieme alle noci tritate, che aiutano a dissolvere i cannabinoidi solubili nel grasso. |